# Otophorus
Otophorus — подрод афодий. По некоторым источникам самостоятельный род.

## Описание
Переднеспинка у самцов простая.

## Систематика
В составе подрода:
- Otophorus haemorrhoidalis (Linnaeus, 1758)